# Flughafen Tunis

i7
i11
i13
Der Flughafen Tunis (französisch Aéroport International de Tunis-Carthage, arabisch مطار تونس قرطاج الدولي, DMG Maṭār Tūnis Qarṭāǧ ad-duwalī, früher auch Flughafen El Aouina, IATA-Code: TUN, ICAO-Code: DTTA) ist ein internationaler Flughafen in Tunis, Tunesien.
Der Flughafen der tunesischen Hauptstadt hat eine Kapazität von 5.000.000 Passagieren pro Jahr. Er ist ein Luftfahrt-Drehkreuz für die inländischen Fluggesellschaften Tunisair, Tunisair Express, Nouvelair und Tunisavia.
Der Flughafen wurde nach Karthago benannt, der antiken Stadt und jetzigem Vorort von Tunis.

## Zwischenfälle
Von 1943 bis Oktober 2017 kam es am Flughafen Tunis und in seiner Umgebung zu 5 Totalverlusten von Flugzeugen. Dabei kamen 20 Menschen ums Leben. Beispiel:
- Am 7. Mai 2002 machte eine mit 55 Passagieren und zehn Crewmitgliedern besetzte Boeing 737-500 der Egyptair mit dem Luftfahrzeugkennzeichen SU-GBI auf dem Weg von Kairo nach Tunis sechs Kilometer vor dem Flughafen eine Bruchlandung. Bei dem Unfall starben 11 der 56 Passagiere sowie drei der sechs Besatzungsmitglieder (siehe auch Egyptair-Flug 843).[5]